# 尖瓣芹
尖瓣芹（学名：Acronema chinense）是伞形科丝瓣芹属的植物，是中国的特有植物。分布于中国大陆的四川、青海、甘肃等地，生长于海拔3,800米至4,400米的地区，常生于谷地灌丛中，目前尚未由人工引种栽培。

## 异名
- Acronema chinense Wolff var. humile S. L. Liou et Shan